# Ford Thames 300E

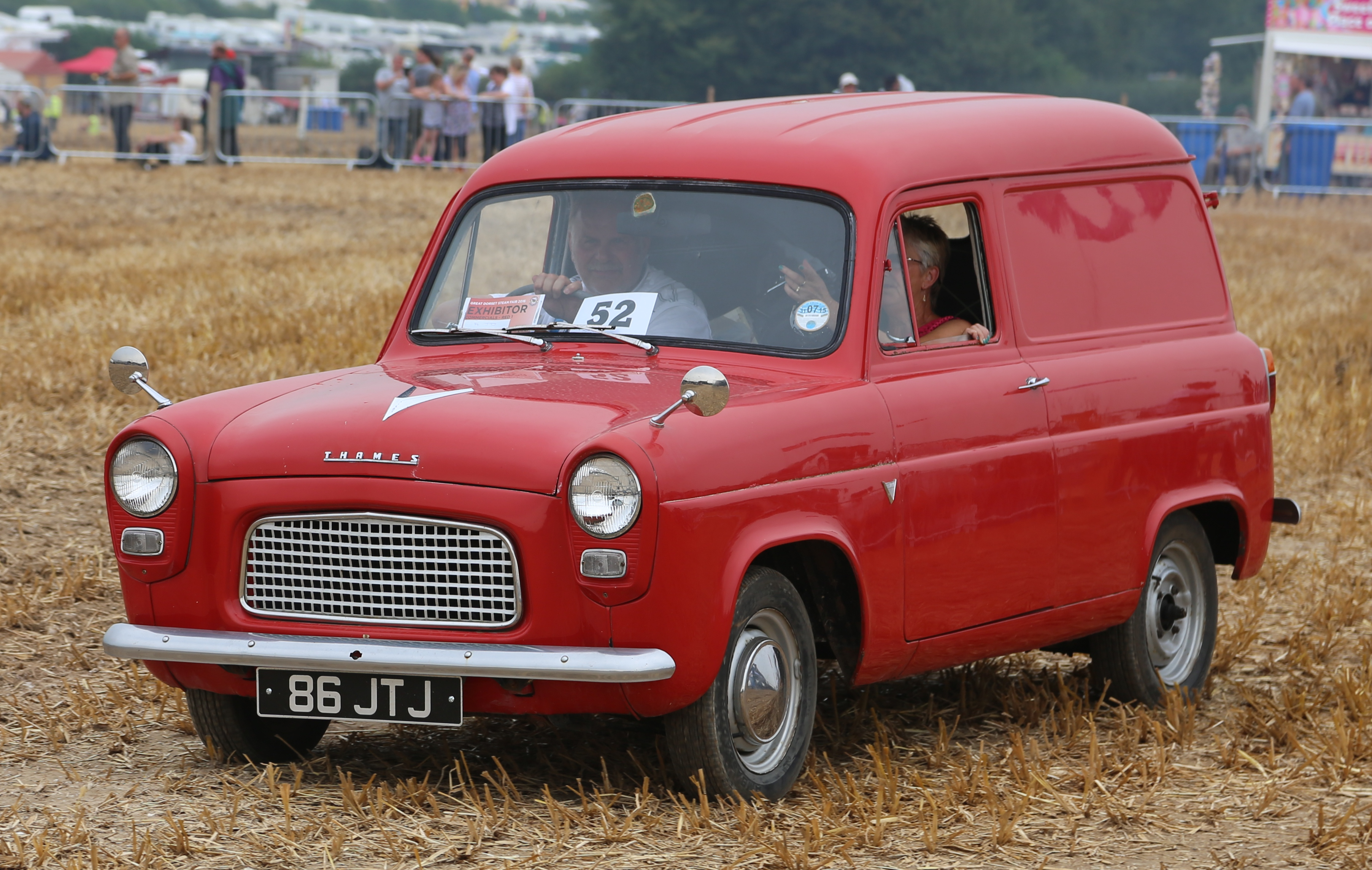
Ford Thames 300E panneaux lumineux van basée sur le break Ford Anglia de cette époque.

Le Ford Thames 300E est une fourgonnette dérivée d'une voiture qui a été produit par Ford Royaume-Uni de 1954 à 1961. Le nom Thames (ou Thames Trader) a été donné à tous les véhicules utilitaires, peu importe la taille disponible, produits par Ford Grande-Bretagne des années 1950 à 1965. Cette année-là, les noms Thames et Trader ont été abandonnés.
Le 300E a été introduit en juillet 1954, sur la base des berlines Ford Anglia/Ford Prefect 100E. Il partageait sa carrosserie et son moteur quatre cylindres à soupapes latérales de 1 172 cm3 avec la version break, le Ford Squire. Curieusement, la carrosserie a été optimisée pour l'utilisation en fourgon plutôt que le break avec ses deux portes passagers plus courtes et sa longueur globale plus courte que les berlines. Initialement produit en tant que modèle unique avec une capacité de charge de 254 kg, la gamme a ensuite été élargie avec l'introduction des variantes Standard et Deluxe capable de 356 kg de charge utile. Les trois modèles offraient le même volume de charge utile, 1,9 m3. La production a totalisé 196 885 exemplaires comprenant 139 267 unités des modèles de 254 kg, 10 056 unités des modèles Standard de 356 kg et 47 562 unités des modèles Deluxe de 356 kg.
La production du 300E a pris fin en avril 1961 et le remplaçant de la fourgonnette, le Thames 307E basé sur la Ford Anglia 105E, a été introduit en juin de la même année.